# Margaret Ford, Baroness Ford
Margaret Anne Ford, Baroness Ford (* 16. Dezember 1957 in Saltcoats, Schottland; geboren als Margaret Anne Garland) ist eine britische Adlige und Unternehmerin. Sie ist derzeit für Scottish Television tätig.

## Karriere
Margaret Ford wuchs in Saltcoats auf und besuchte die St Michael’s Academy in Kilwinning. Anschließend studierte sie an der University of Glasgow. Ihren Abschluss machte sie als Master of Philosophy. Zunächst wollte sie Journalistin werden, entschloss sich jedoch dann zu einer Karriere in der Wirtschaft. Sp begann sie für das Cunninghame District Council zu arbeiten, gerade in einer Zeit als die dominierende Stahlindustrie des Ortes in eine finanzielle Krise stolperte.
Schließlich ging sie nach Paisley, wo sie von 1993 bis 2002 als Managing Director und anschließend Vorsitzende des Eglinton Management Centre arbeitete. 2000 wurde sie Direktorin von Good Practice Limited in Edinburgh und wurde gleichzeitig Direktorin des Telekommunikationsunternehmens Thus Group. Weitere Stationen ihrer Karriere war die Serco Group und Pinnacle Staffing Group.
Seit 2008 gehört sie als Independent Non Executive Director, Vorsitzende des Vergütungsausschusses und Mitglied des Prüfungsausschusses Grainger PLC an, außerdem ist sie Mitglied des Beirats der Stockland Corp. Ltd.und bekleidet weitere Ämter in verschiedenen Unternehmen. Sie war außerdem von 2002 bis 2008 Vorsitzende von English Partnerships und von 2009 bis 2012 Vorsitzende der Olympic Park Legacy Company. Von diesem Posten trat sie nach den Olympischen Spielen 2012 zurück, da ihr auf Grund ihres beruflichen Engagements die Zeit fehlen würde, sich um den Umbau des Parks zu kümmern.
Seit 2012 ist sie im Vorstand von Scottish Television.
Ford wurde im Mai 2006 zur Life Peer als Baroness Ford, of Cunninghame in the North Ayrshire, ernannt und hat damit einen ständigen Sitz im House of Lords. Im Parlament gehört sie seit 2017 dem Political Polling and Digital Media Committee an.

## Familie
Sie ist die Tochter von Edward Garland und Susan Boyle. Sie heiratete Christopher Derek Ford 1982. Ihre gemeinsame Tochter Katharine Ford leidet seit ihrer Kindheit an Epilepsie. Sie wurde bekannt als Ultracyclist, eine Extremsport-Radfahrerin, die einige Rekorde hält, und sich als Aktivistin für andere Epilepsie-Kranke engagiert. Die Ehe wurde 1990 geschieden. Im gleichen Jahr heiratete Margaret Ford David Arthur Bolger, behielt jedoch ihren Ehenamen. Die beiden leben in West Kilbride und London.